# Europäischer Kammermusikwettbewerb Karlsruhe
Der Europäische Kammermusikwettbewerb Karlsruhe, engl. European Chamber Music Competition Karlsruhe, ist ein Kammermusikwettbewerb für unterschiedliche Besetzungen in Karlsruhe. Der Nachwuchs-Wettbewerb findet seit 2005 alle zwei Jahre statt. Der Wettbewerb wird ausgerichtet vom Max-Reger-Institut Karlsruhe und der Stadt Karlsruhe, gefördert durch die Hochschule für Musik Karlsruhe. Schirmherr des Wettbewerbs war bis zu seinem Tod der Komponist Wolfgang Rihm, Künstlerische Leiterin ist Saule Tatubaeva, die Klavier und Klavierkammermusik an der Hochschule für Musik Karlsruhe unterrichtet. Der Kammermusikwettbewerb wurde 2015 ausgesetzt, da im gleichen Zeitraum der Wettbewerb „Es sind noch Lieder zu singen“ an der Hochschule für Musik Karlsruhe stattgefunden hat. Der 8. Europäische Kammermusikwettbewerb 2021 musste wegen der Coronavirus-Pandemie abgesagt werden. Der 10. Europäische Kammermusikwettbewerb »Wolfgang Meyer« findet vom 24. September bis 26. September 2025 in Karlsruhe statt.

## Jury
Die Fachjury des Europäischen Kammermusikwettbewerbes Karlsruhe besteht aus mindestens fünf Juroren. 2005 saß Elmar Budde vor, 2007 und 2009 Thomas Seedorf, 2011 Hans C. Hachmann, 2013 Carl Pontén, seit 2017 Saule Tatubaeva.

## Preise
Bis zum Jahr 2023 gab es keine Preisgelder, sondern es wurden Folgekonzerte vermittelt. In der Folge der Wettbewerbe konnten mehr als 150 Folgekonzerte im In- und Ausland an die Preisträger vermittelt werden. Außerdem wirkte ein Preisträgerensemble bei einer mehrfach preisgekrönten Fernsehdokumentation über Max Reger mit. Im Jahr 2023 wurden erstmals Preisgelder vergeben.

## Veranstaltungsort
- bis 2017 Velte-Saal, seit 2019 Wolfgang-Rihm-Forum der Hochschule für Musik Karlsruhe

## Preisträger
- 2005
  - Duo Collage (Juan José Pardo, Klarinette; Xiayi Jiang, Klavier) von der Hochschule für Musik Karlsruhe
  - Kim Trio (Taehuyn Kim, Violine; Jiyeon Kim, Violoncello; Nayoung Kim, Klavier) vom Konservatorium Wien
  - Duo (JaeEun Lee, Sopran; Fan Yang, Klavier) von der Hochschule für Musik Karlsruhe
  - PianoDuo Yoshie & Takashi (Yoshie Shiramizu, Klavier; Takashi Fujii, Klavier) von Staatliche Hochschule für Musik und Darstellende Kunst Mannheim
  - Publikumspreis: Duo Sakura (Xiayi Jiang, Klavier; Reimi Matsuda, Klavier) von der Hochschule für Musik Karlsruhe

- 2007
  - 1. Preis: Berolina Trio (Eriko Makimura, Klavier; Krzysztof Polonek, Violine; Katarzyna Polonek, Cello) von der Hochschule für Musik und Theater Hannover
  - 2. Preis: Duo KoSa (Filip Saffray, Violine; Vanessa Koralewski, Klavier) von der Hochschule für Musik Karlsruhe
  - 3. Preis: Trio Lieto (Elena Graf, Violine; Peijun Xu, Viola; Arthur Hornig, Cello) von der Hochschule für Musik und Darstellende Kunst Frankfurt am Main

- 2009:
  - 1. Preis: Trio Monte (Ana Rachel Feitosa, Violine; Claude Frochaux, Violoncello; Anca Lupu, Klavier) von der Hochschule für Musik und Darstellende Kunst Frankfurt am Main[3];
  - 2. Preis: Sonic.art Saxophonquartett (Ruth Velten, Saxophon; Alexander Doroshkevich, Saxophon; Martin Posegga, Saxophon; Annegret Schmiedl, Saxophon) von der Hochschule für Musik Hanns Eisler, Berlin
  - 3. Preis Duo Parthenon (Christine Rauh, Violoncello; Johannes Nies, Klavier) von der Hochschule für Musik und Theater Hannover

- 2011:
  - 1. Preis: Duo Kolesov/Grinevich (Sergey Kolesov, Saxophon; Elena Grinevich, Klavier) von der Russischen Gnessin-Musikakademie Moskau
  - 2. Preis: Duo Jeanquirit (David Kindt, Klarinette; Helge Aurich, Klavier) von der Staatlichen Hochschule für Musik und darstellende Kunst Stuttgart bzw. der Hochschule für Musik und Theater Rostock
  - 3. Preis (geteilt): Duo Klavierette (Shelly Ezra, Klarinette; Izabela Melkonyan, Klavier) von der Hochschule für Musik Franz Liszt Weimar bzw. der Musikhochschule Lübeck – Duo Vay-Papadopoulos (Alexandre Vay, Violoncello; Dimitri Papadopoulos, Klavier) von der Hochschule für Musik Karlsruhe bzw. der Folkwang Universität der Künste Essen
  - Sonderpreis Carl Pontén: Forseti Saxophonquartett (Magdalena Łapaj, Dominic Childs, Enrico Taubmann, Frank Riedel, Saxophon) von der Hochschule für Musik und Tanz Köln

- 2013:
  - 1. Preis: Aris Quartett (Katharina Wildermuth, Noémi Zipperling, Violine; Caspar Vinzens, Viola; Lukas Sieber, Violoncello) von der Hochschule für Musik und darstellende Kunst Frankfurt
  - 2. Preis: vision string quartet (Jakob Encke, Daniel Stoll, Violine; Kevin Treiber, Viola; Leonard Disselhorst, Violoncello) von der Hochschule für Musik, Theater und Medien Hannover
  - 3. Preis (geteilt): Duo Brecht/Lee (Christoph Brecht, Klarinette; Sumi Lee, Klavier) von der Hochschule für Musik Detmold – Duo Gregor-Smith/Graf (Benjamin Gregor-Smith, Violoncello; Aglaia Graf, Klavier) aus Basel

- 2017:
  - 1. Preis: Trio Giselle (Keika Kawashima, Violine; Cho Rong Bae, Violoncello; Sakurako Sawamura, Klavier) vom Conservatoire national supérieur de musique Paris
  - 2. Preis: Weber Duo (Ruzaliia Kasimova, Klarinette; Daria Ionkina, Klavier) vom P.-I.-Tschaikowsky-Konservatorium Moskau
  - 3. Preis: Kallos Ensemble (Krzysztof Grzybowski, Klarinette; Triantafyllos Liotis) von der Hochschule für Musik Karlsruhe
  - Sonderpreis: Duo YuKa (Yulia Drukh, Klarinette; Ekaterina Poljakova, Klavier) von der Hochschule für Musik Karlsruhe
- 2019:
  - 1. Preis: Duo Jilo (Julia Puls, Klarinette; Viktor Soos, Klavier) von der Musikhochschule Lübeck
  - 2. Preis: Duo Loisto (Fiona Milla Jäntti, Violine; Ryo Yamanishi, Klavier) von der Hochschule für Musik Freiburg
  - 3. Preis (geteilt): Trio Lepor (Marie-Helene Leonhardi, Violine; Nicola Pfeffer, Violoncello; Aida Maldonado Diaz, Klavier) von der Hochschule für Musik Stuttgart – Schumann Trio (Reona Kuwata, Flöte; Kyoka Matsuyama, Violine; Yi Lu, Viola) von der Robert Schumann Hochschule Düsseldorf

- 2023:
  - 1. Preis: Duo Sarasvathi-Nowak (Sebastian Nowak, Violine; Victoria Sarasvathi, Klavier) von der Hochschule für Musik, Tanz und Darstellende Kunst Frankfurt am Main
  - 2. Preis (geteilt): Duo Florada (Charlotte Strauch, Klarinette; Sang Ah Park, Klavier) von der Hochschule für Musik und darstellende Kunst Wien – Duo Janáček (Adrian Kratzert, Violine; Matteo Gobbini, Klavier) von der Hochschule für Musik Karlsruhe